# Hyper-V
Microsoft Hyper-V, přezdíván také jako Viridian a v minulosti nazýván jako Windows Server Virtualization, je hypervizorově stavěný serverový systém pro x86-64 (32- a 64bit) systémy.
Beta verze Hyper-V byla dodávána i s některými edicemi Windows Server 2008 a konečná verze (automaticky aktualizovaná skrze Windows Update) byla vydána 26. června 2008. Hyper-V. Od té doby je Hyper-V dostupný zdarma, jako celek. Také se dočkal aktualizace na druhou generaci – R2.

## Architektura
Hyper-V je hypervizorově stavěný serverový systém. To znamená, že má svůj vlastní hlavní operační systém (Většinou Windows Server 2008 apod.) a pomocí virtualizace se skrze něj mohou spustit další operační systémy – vše v rámci jednoho fyzického počítače.
Hlavní systém má na starosti ostatní systémy. Tvoří se tzv. API hypercall, což je rozhraní programování a nastavování aplikací. Ostatní systémy nemají obecně přímý přístup k procesoru a hardwaru. Každá žádost o využití HW je převáděna skrz tzv. VMBus (Virtual Machine Bus) na hlavní operační systém.

## Verze a jejich varianty
Hyper-V dnes existuje ve dvou variantách: Jako samostatný celek, nazývaný Microsoft Hyper-V Server 2008 a jako instalovatelná součást Windows Server 2008 a Windows Server 2008 R2. Jedná se o instalaci samostatného jádra Windows Server 2008, která zahrnuje úplnou funkčnost Hyper-V, ovšem ostatní softwarové vybavení je nemožno využít stejně tak jako mnoho služeb Windows. Druhá varianta je celek – Hyper-V Server 2008. Ta je omezená pouze na příkazový řádek, skrze který upravujeme vše: nastavení konfigurací, operačního systému, hardwaru atp.

## Systémové požadavky
- Operační systém serveru
  - K instalaci Hyper-V je třeba Windows Server 2008 (pouze 64bitový) nebo Windows Server 2008 R2 Standard/Enterprise nebo Datacenter.

- Procesor:
  - x86-64 (64bitový) procesor
  - hardwarová akcelerace virtualizace (Intel VT nebo AMD-V)
  - NX (no execute) kompatibilní
- Paměti
  - Minimálně 24 GB na operační systém
  - Maximální možná velikost pamětí pro Windows Server 2008 je 32 GB (Standard) nebo 2 TB (Enterprise/Datacenter)

## Podporované a připojitelné OS
- Windows 7
- Windows Server 2008
- Linux (pouze SUSE Linux Enterprise Server 10 s SP3 nebo verze 11 a Red Hat Enterprise Linux verze 5.2-6.1 a CentOS 5.2-6.2)
- Windows Server 2003
- Windows Server 2003 R2
- Windows 2000
- Windows Vista
- Windows XP
- Windows XP x64 edice
- Windows Small Business Server 2011
- Windows Storage Server 2008 R2

## Budoucnost
Vývojářská verze Windows 8 obsahuje Microsoft Build Event, což je softwarový balík, který obsahuje novou verzi Hyper-V, která bude obsahovat mnoho vylepšení, např.:
- Podpora více virtuálních procesorů pro podsystémy
- Cloudová záloha
- Síťovou virtualizaci

A mnoho dalších.